# 神奈川県道716号成田下曽我停車場線

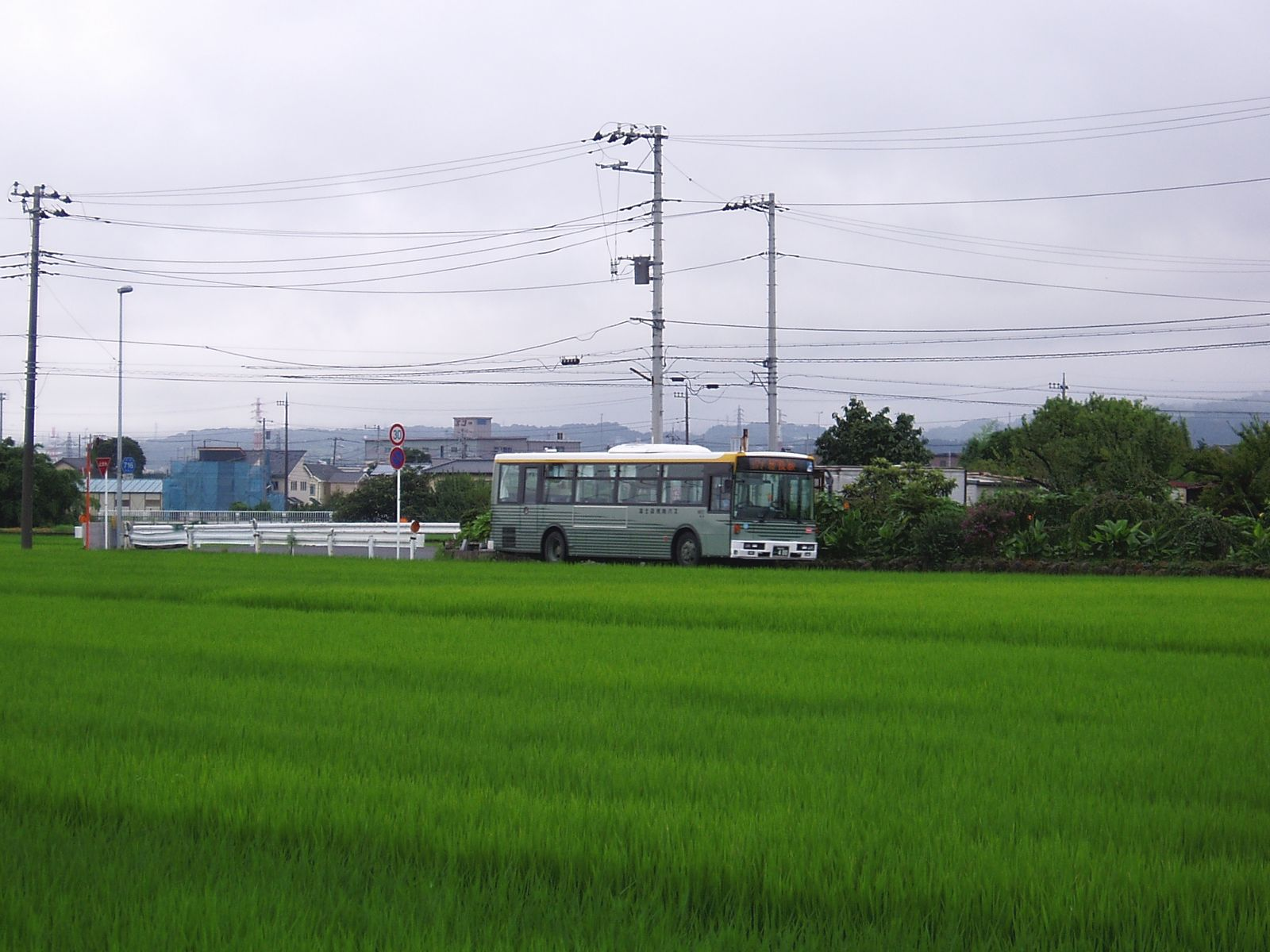
小田原市千代付近

神奈川県道716号成田下曽我停車場線（かながわけんどう716ごう なるだしもそがていしゃじょうせん）は、神奈川県小田原市の国道255号交点と神奈川県道72号松田国府津線交点を結ぶ一般県道。

## 概要
- 起点：小田原市成田 成田交差点（国道255号交点）
- 終点：小田原市曽我 下曽我駐在所前交差点（神奈川県道72号松田国府津線交点）
- Google マップ

## 交差・接続する道路
- 国道255号（起点）
- 神奈川県道72号松田国府津線（小田原市・下曽我駐在所前）

## 周辺
- 小田原市立千代中学校
- 小田原市立千代小学校
- JR御殿場線 下曽我駅